# 鈴木徹 (陸上選手)
鈴木 徹（すずき とおる、1980年5月4日 - ）は、片下腿義足の陸上競技選手。山梨県出身、SMBC日興証券所属、 IPC 陸上競技クラス T44 、身長 178cm 、体重 64kg。
日本初の義足の走り高跳び代表選手として、2000年、シドニーパラリンピックに出場して以後5大会連続入賞。2017年、世界パラ陸上競技選手権大会で銅メダルを獲得。クラス T44 （旧 F44 ）のアジア記録、日本記録を樹立、世界で2人目となる2m00を跳んだ。

## 経歴
山梨市立山梨北中学校→駿台甲府高等学校→筑波大学。
駿台甲府高校時代、ハンドボールで国体3位という成績を残したが卒業前に自らが起こした自動車事故で右足を失う。リハビリのため訪れた東京身体障害者福祉センターで義肢装具士の臼井二美男と出会い、多摩障害者スポーツセンターのスタッフに誘われたことがきっかけで走高跳を始める。その後順調に記録を伸ばし、初めての公式大会で当時の障害者日本記録を超える1m74を跳ぶ。右足を失ってからわずか1年余りでシドニーパラリンピックへの出場権を手に入れる。シドニーとアテネはともに6位。2006年のジャパンパラリンピックで2m00を跳び、世界で2人しかいない義足で2mを跳べるジャンパーとなる。北京では開・閉会式の選手団旗手を務め、過去2大会の記録を超え5位入賞となった。
2009年5月6日、駿河台大学に新設される男子ハンドボール部の監督に就任。
2011年頃より、芸能事務所レプロエンタテインメントとマネジメント契約を結んでいる。
リオデジャネイロパラリンピックでは1m95で4位入賞に終わった。

## 自己ベスト（現在）
| 種目                                | 記録 | 樹立日        | 大会名                    | 備考                |
| ----------------------------------- | ---- | ------------- | ------------------------- | ------------------- |
| 走高跳 T44                          | 2m02 | 2016年5月21日 | 2016 IPC 陸上競技 GP リオ | アジア記録 日本記録 |
| 太字は2016年5月23日現在保持する記録 |      |               |                           |                     |

## 主な成績

### 国際大会
| 年月                                                  | 大会                                  | 開催地                               | 結果 | 種目           | 記録   | 備考          |
| ----------------------------------------------------- | ------------------------------------- | ------------------------------------ | ---- | -------------- | ------ | ------------- |
| 2000年10月                                            | 第11回パラリンピック                  | オーストラリア・シドニー             | 6位  | 走高跳         | 1m78   |               |
| 2004年9月                                             | 第12回パラリンピック                  | ギリシャ・アテネ                     |      | 走高跳 F44/46  | 1m80   |               |
| 2005年5月                                             | パラリンピック・ワールド・カップ 2005 |                                      | 2位  | 走高跳 F44     | 1m98   |               |
| 2006年5月                                             | パラリンピック・ワールド・カップ 2006 |                                      | 2位  | 走高跳 F44     | 1m91   |               |
| 2006年9月                                             | 2006 IPC 陸上競技世界選手権大会       | オランダ・アッセン                   | 5位  | 走高跳 F44     | 1m89   | [ 8 ]         |
| 2006年9月                                             | 2006 IPC 陸上競技世界選手権大会       | オランダ・アッセン                   | 2位  | 4×100mR T42-46 | 47秒04 | NR            |
| 2008年9月                                             | 第13回パラリンピック                  | 中国北京市                           | 5位  | 走高跳 F44/46  | 1m93   | [ 9 ]         |
| 2008年9月                                             | 第13回パラリンピック                  | 中国北京市                           |      | 4×100mR T42-46 | DQ     | [ 9 ]         |
| 2010年12月                                            | 2010 アジアパラ競技大会               | 中国広州市                           | 4位  | 100m T44       | 12秒48 | [ 10 ]        |
| 2010年12月                                            | 2010 アジアパラ競技大会               | 中国広州市                           | 3位  | 4×100mR T42-46 | 46秒71 | [ 10 ]        |
| 2011年1月                                             | 2011 IPC 陸上競技世界選手権大会       | ニュージーランド・クライストチャーチ | 5位  | 走高跳 F46     | 1m80   | [ 11 ]        |
| 2011年1月                                             | 2011 IPC 陸上競技世界選手権大会       | ニュージーランド・クライストチャーチ | 5位  | 4×100mR T42-46 | 47秒40 | [ 11 ]        |
| 2012年8月・9月                                        | 第14回パラリンピック                  | イギリス・ロンドン                   | 4位  | 走高跳 F46     | 1m98   |               |
| 2012年8月・9月                                        | 第14回パラリンピック                  | イギリス・ロンドン                   | 4位  | 4×100mR T42-46 | 45秒36 |               |
| 2014年10月                                            | 2014 アジアパラ競技大会               | 韓国仁川                             | 1位  | 4×100mR T42-47 | 45秒12 | GR NR         |
| 2015年4月                                             | 2015 IPC 陸上競技 GP サンパウロ       | ブラジル・サンパウロ                 |      | 走高跳         | 2m00   | AR =NR        |
| 2016年5月                                             | 2016 IPC 陸上競技 GP リオ             | ブラジル・リオデジャネイロ           | 1位  | 走高跳 T44     | 2m02   | AR NR         |
| 2016年9月                                             | 第15回パラリンピック                  | ブラジル・リオデジャネイロ           | 4位  | 走高跳 T44     | 1m95   | [ 13 ]        |
| 2017年7月                                             | 世界パラ陸上競技選手権大会 2017       | イギリス・ロンドン                   | 3位  | 走高跳 T44     | 2m01   | [ 14 ] [ 15 ] |
| AR エリア（アジア）記録 \| GR 大会記録 \| NR 日本記録 |                                       |                                      |      |                |        |               |

### 国内大会
| 年月日        | 大会                                    | 開催地 | 結果 | 種目       | 記録 | 備考 |
| ------------- | --------------------------------------- | ------ | ---- | ---------- | ---- | ---- |
| 2006年10月1日 | 2006 ジャパンパラリンピック陸上競技大会 |        |      | 走高跳 F44 | 2m00 | NR   |
| 2015年5月31日 | 第69回山梨県陸上競技選手権大会          |        |      | 走高跳 T44 | 2m01 | NR   |
| NR 日本記録   |                                         |        |      |            |      |      |

## 受賞
2014年、パラリンピックの講演活動を普及活動として評価され、第9回 AS AWARD （アダプテッド・スポーツ・アワード）普及・振興部門を受賞した。
- 山梨県イメージアップ大賞（2016年）[17]
- 山梨スポーツ記者会賞（2016年）[18]
- 山梨陸上競技協会特別優秀選手（2017年）[19]
- 第41回野口賞体育・スポーツ部門（2017年）[20]